# Graeme Spinks
Graeme Charles Spinks (ur. 17 stycznia 1961 w Christchurch) – nowozelandzki judoka. Dwukrotny olimpijczyk. Zajął 22. miejsce w Barcelonie 1992 i 34. miejsce w Los Angeles 1984. Walczył w wadze półciężkiej.
Uczestnik mistrzostw świata w 1985, 1987 i 1991. Wicemistrz igrzysk wspólnoty narodów w 1990 i mistrzostw Wspólnoty Narodów w 1992. Zdobył sześć medali na mistrzostwach Oceanii w latach 1983-1992.

## Letnie Igrzyska Olimpijskie 1984
| Konkurencja | Eliminacje           | Klas. końcowa |
| Konkurencja | Przeciwnik I         | Miejsce       |
| ----------- | -------------------- | ------------- |
| -78 kg      | Michel Nowak (FRA) P | 34.           |

## Letnie Igrzyska Olimpijskie 1992
| Konkurencja | Eliminacje            | Eliminacje             | Klas. końcowa |
| Konkurencja | Przeciwnik I          | Przeciwnik II          | Miejsce       |
| ----------- | --------------------- | ---------------------- | ------------- |
| -78 kg      | Marko Haanpää (FIN) Z | Szarip Warajew (EUN) P | 22.           |